# Robert Paul Brenner
Robert Paul Brenner (* 28. November 1943 in New York City) ist ein amerikanischer Historiker.

## Leben
Brenner studierte von 1964 bis 1968 an der Princeton University und promovierte 1970 zum Thema Political Conflict and Commercial Development: The Merchant Community in Civil War in London. Im Jahre 1968 wurde er Assistant Professor, ab 1972 Associate Professor und seit 1983 ordentlicher Professor für Geschichte an der University of California, Los Angeles.
Mit seinem Text Agrarian Class Structure and Economic Development in Pre-Industrial Europe, erstmals vorgetragen im Jahre 1974 und als Artikel veröffentlicht im Jahre 1976, löste Brenner eine intensive Debatte zum Thema des Übergangs vom Feudalismus zum Kapitalismus aus, die sogenannte erste Brenner-Debatte.
2010 wurde Brenner in die American Academy of Arts and Sciences gewählt.

## Zweite Brenner-Debatte
Im Jahr 1998 veröffentlichte Brenner den Text The Economics of Global Turbulence und vertrat hierin die These, dass die kapitalistischen Hauptländer sich seit Anfang der 70er Jahre in einem langwährenden ökonomischen Wachstumsabschwung hin zu einer säkularen Stagnation befänden. Ursächlich hierfür ist nach Brenner die ungeplante, unkoordinierte und wettbewerbsgestützte Natur der kapitalistischen Produktionsweise, die zu Überkapazitäten und Überproduktion führe. Brenner zufolge resultiert hieraus ein Fall der Profitrate mit der Folge sinkenden Wachstums von Investitionen, Output, Produktivität sowie steigender Arbeitslosigkeit.
Brenners zentrale These lautet somit, dass anhaltende, auch durch konjunkturelle Abschwünge nicht bereinigte Überkapazitäten vor allem im verarbeitenden Gewerbe den bestimmenden Faktor für die in den 1970er Jahren beginnende Phase der langen Stagnation der Weltwirtschaft bilden würden. Die Auseinandersetzung mit dieser These löste um die Jahrtausendwende die sogenannte zweite Brenner-Debatte aus.
Im Jahr 2002 veröffentlichte Brenner nach dem Platzen der New-Economy-Blase das Buch The Boom and the Bubble. The U.S. in the World Economy, das im Rahmen der begonnenen zweiten Brenner-Debatte zu Diskussionen über die Ursache der aktuellen Rezession in den USA führte. Brenner begründet auch die Ursache im Platzen der Spekulationsblase an den Börsen mit dem weit verbreiteten Aufbau von Überkapazitäten. Die Mehrheit der Wirtschaftsanalysten habe nicht erkannt, wie dieselben Mechanismen, mit denen die Börsen zunächst den Aufschwung vorangetrieben hätten, später die Wirtschaft parallel zum Absturz der Börsenkurse nach unten gezogen hätten. Der ökonomische Mainstream habe somit verkannt, dass der langwährende Wachstumsabschwung seit Anfang der 70er Jahre durch börsengetriebene Blasen nicht kuriert werden könne (vgl. Brenner 2003). Das Buch wurde ins Koreanische, Portugiesische, Deutsche, Spanische, Chinesische, Japanische und Türkische übersetzt.
Brenners Beitrag wurde von Teilen marxistisch geprägter Autoren zugutegehalten, marxistischen Theorieansätzen zu einer empirischen Fundierung zu verhelfen (vgl. Frieder Otto Wolf 2003).
Im Jahre 2006 wurde das 1998 erstmals veröffentlichte Werk The Economics of Global Turbulence, ergänzt um ein längeres Nachwort von Brenner zur Krisenhaftigkeit des Kapitalismus in der Mitte des ersten Jahrzehnts des neuen Jahrtausends, neu aufgelegt.

## Veröffentlichungen
Monographien
- Boom & Bubble, Die USA in der Weltwirtschaft. VSA, Hamburg 2002, ISBN 3-87975-886-7 (amerikanisches Englisch: The Boom and the Bubble, The US in the World Economy.).
- Neuer Boom oder neue Bubble? Ist der gegenwärtige Aufschwung der US-Wirtschaft eine Seifenblase? VSA, Hamburg 2004, ISBN 3-89965-914-7.
- The Economics of Global Turbulence. Verso, New York 2006, ISBN 1-85984-730-7.

Artikel
- What is Good for Goldman Sachs is Good for America The Origins of the Present Crisis. 2. Oktober 2009. Center for Social Theory and Comparative History. Paper 2009-1. Artikel zur Finanzkrise ab 2007

Besprechungen
- Klaus Dräger: Baustelle Neomarxismus. Die Regulationsschule und Robert Brenner zu den Turbulenzen in der Weltwirtschaft. In: Prokla. Band 123, 2001, ISSN 0342-8176, S. 177–202, doi:10.32387/prokla.v31i123.742.
- Frieder Otto Wolf (2003): Zur zweiten Brenner Debatte-Nachwort in: Robert Brenner (2003), Boom&Bubble, Hamburg, S. 331–337.
- Kai Burmeister, Reinhold Rünker: Kapitalismus heute – Die zweite Brenner-Debatte und ihre Bedeutung für linke Politik. In: Spw – Zeitschrift für sozialistische Politik und Wirtschaft. Band 135, 2004, ISSN 0170-4613.